# Риши, Мукеш
Мукеш Риши (хинди मुकेश ऋषि, род. 19 апреля 1956, Катху, Джамму и Кашмир) — индийский актёр, который играет преимущественно отрицательные роли в фильмах на хинди и на телугу.

## Биография
Мукеш родился в районе Катхуа штата Джамму и Кашмир, имеет происхождение Гуджар. Окончил Государственный колледж, города Чандигарх, но после учебы он работал два года в Мумбае, затем на Фиджи, где встретил свою будущую жену, её семья работала в традиционном магазине.
После свадьбы они переехали в Новую Зеландию, где он начал работать моделью. Хотя он мог трудно найти время на эту работу из-за плотного графика, и был недоволен своими модельными заданиями. Через семь лет он вернулся в Мумбаи, и поступил в актерскую школу Рошана Танеджи.
Первым прорывом в качестве актёра стал сериал Саджая Хана The Sword of Tipu Sultan, но первой работой в кино стал Голубая река 1990 года, где он сыграл эпизодическую роль, но первую крупную роль сыграл злодея в фильме Gardish.
Сейчас Мукеш снимается в основном на телугу, первый фильм на этом языке стал Gandeevam, он стал не только играть отрицательных, но и положительных персонажей, например отцов главных героев, но является одним из немногих болливудских злодеев, которые не смогли озвучивать своим голосом в телугу-язычных фильмах из-за незнания языка и недостаточного произношения, но в Болливуде играет очень редко.

## Личная жизнь
Женат на Кешни, которая родом из Фиджи. Имеет сына.

## Фильмография
| Год  |   | Русское название        | Оригинальное название    | Роль                   |
| ---- | - | ----------------------- | ------------------------ | ---------------------- |
| 1990 | с |                         | The Sword of Tipu Sultan | Mir Saqib              |
| 1990 | ф | Голубая река            | Ghayal (хинди)           | Камран                 |
| 1993 | ф |                         | Gardish (хинди)          | Билла Джилани          |
| 1994 | ф |                         | Gandeevam                | инспектор Вир Пентая   |
| 1998 | ф | Истинные ценности       | Bandhan (хинди)          | Гажендра               |
| 2000 | ф | Игрок 420               | Khiladi 420 (хинди)      | Бхай                   |
| 2000 | ф |                         | Manoharam                | Баша                   |
| 2001 | ф |                         | Narasimha Naidu          | Куппи Свами Найду      |
| 2001 | ф |                         | Adhipathi                | Дуннапотула Дхарма Рао |
| 2002 | ф |                         | Indra                    | Вира Шанкар Редди      |
| 2003 | ф | Единственный            | Okkadu                   | Виджай Варма           |
| 2005 | ф | Банни                   | Bunny                    | Майсамма               |
| 2006 | ф | Пурнами                 | Pournami                 | Нарасимха              |
| 2007 | ф |                         | Bhoopathi (канн.)        |                        |
| 2008 | ф |                         | Kantri                   | дед Кранти             |
| 2009 | ф |                         | Drona                    | Отец Дроны             |
| 2009 | ф | Арья 2                  | Arya 2                   | Раджи Редди            |
| 2013 | ф | Лицемер                 | Baadshah                 | Дханрадж               |
| 2013 | ф | Путь к дому тёти        | Attarintiki Daredi       | Хари Нанда             |
| 2014 | ф | Львиное сердце 2 (там.) | Singam 2                 | Бхай                   |
| 2014 | ф |                         | Race Gurram              | Педди Редди            |
| 2015 | ф |                         | Beeruva                  | отец Свати             |
| 2015 | ф | Миллионер               | Srimanthudu              | Венката Ратнам         |
| 2015 | ф |                         | Sher                     | Дада                   |
| 2015 | ф |                         | Loafer                   | отец Моуни             |
| 2016 | ф |                         | Dulhan Chahi Pakistan Se |                        |
| 2019 | ф |                         | Vinaya Vidheya Rama      | Пандьям Парусурам      |
| 2019 | ф |                         | Maharshi                 | отец Аджая             |